# L'Orage (Cot)
Pour les articles homonymes, voir L'Orage et Orage (homonymie).
L'Orage, parfois nommé à tort La Tempête, est une peinture à l'huile sur toile de l'artiste peintre français Pierre Auguste Cot. Réalisé et présenté au Salon en 1880, il est actuellement exposé au Metropolitan Museum of Art de New York.

## Description
L'Orage a été exposé pour la première fois au Salon en 1880 où il eut un franc succès. Le tableau rappelle une œuvre antérieure de Pierre Auguste Cot, Le Printemps (1873), accueilli avec le même enthousiasme au Salon de 1873, fut acquise par John Wolfe, l'un de ses principaux mécènes. Il semble que la présence de cette précédente toile dans la collection de John Wolfe a été l'impulsion qui a poussé sa cousine, Catharine Lorillard Wolfe, à lui commander L'Orage en 1880. Les deux œuvres sont évidemment liées en ce sens qu'elles ont à peu près les mêmes dimensions, qu'elles représentent toutes deux un jeune couple et que ces derniers portent des vêtements classiques similaires. Ces scènes forment une paire symbiotique où le succès de la précédente a aidé à la création du succès de la suivante et sont désormais exposées côte à côte au Metropolitan Museum of Art.

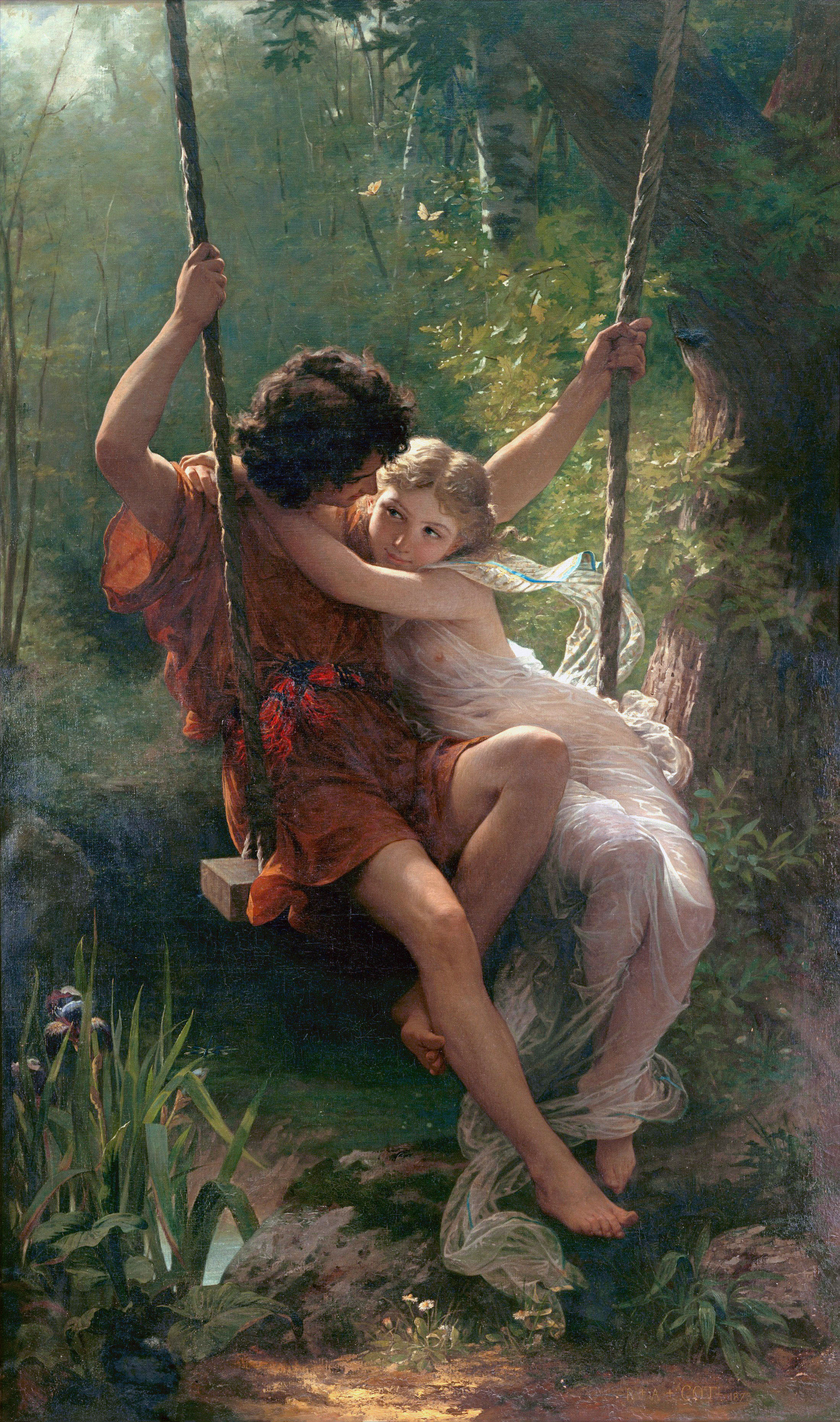
Pierre Auguste Cot, Le Printemps (1873).

Durant le Salon, il y avait beaucoup de spéculations parmi les contemporains de Cot quant au sujet auquel le peintre voulait faire allusion. Certains faisaient référence d'une part à la nouvelle Paul et Virginie, publié pour la première fois par Bernardin de Saint-Pierre en 1788, et d'autre part au roman du IVe siècle Daphnis et Chloé de l'écrivain hellénistique Longus. L'évidence de la première interprétation vient du motif illustré spécifique du couple fuyant la pluie et recouvert d'un drapé ondulant correspondant à une scène célèbre et souvent illustrée de Paul et Virginie :

« Un jour, que je descendais du sommet de cette montagne, j'aperçus, à l'extrémité du jardin, Virginie qui accourait vers la maison, la tête couverte de son jupon, qu'elle avait relevé par derrière, pour se mettre à l'abri d'une ondée de pluie. De loin, je la crus seule; et, m'étant avancé vers elle pour l'aider à marcher, je vis qu'elle tenait Paul par le bras, enveloppé presque entier de la même couverture, riant l'un et l'autre d'être ensemble à l'abri sous un parapluie de leur invention. Ces deux têtes charmantes, renfermées sous ce jupon bouffant, me rappelèrent les enfants de Léda, enclos dans la même coquille. Toute leur étude était de se complaire et de s’entraider. »